# Roland Happs
Roland Happs (* 2. August 1909 in Birdwell; † 2004) war ein englischer Fußballspieler.

## Karriere
Happs wechselte 1927 aus der Barnsley Association League zum FC Wombwell in die Midland League. Über den in Hoyland beheimateten Platts Common Working Men’s Club  wechselte  er nach einigen überzeugenden Auftritten im Reserveteam des FC Barnsley im Januar 1932 zu dem Zweitligisten. Obwohl er bereits im April 1932 bei einem 2:1-Erfolg gegen Preston North End sein Pflichtspieldebüt gegeben hatte und dabei presseseitig dafür gelobt wurde, trotz „einer schwierigen Feuerprobe“ mit Hales als Gegenspieler „einige wirksame Befreiungsschläge gemacht zu haben“, kam er in der Folge in Konkurrenz zu Cyril Dixon, Aneurin Richards und Bob Shotton nur sporadisch in der Verteidigung zum Einsatz. Zusätzlich gehandicapt wurde Happs durch einen im März 1933 in einem Reservespiel erlittenen Beinbruch.
Nach insgesamt zwölf Pflichtspieleinsätzen in der ersten Mannschaft in zweieinhalb Jahren, wechselte er 1934 zurück in die Midland League zu Mexborough Athletic. Dort war er bis März 1936 Mannschaftskapitän, als er aus finanziellen Gründen an den Ligakonkurrenten Denaby United verkauft wurde. Zur Saison 1936/37 war er der einzige Denaby-Spieler, dessen Vertrag verlängert wurde und unter den Neuzugängen befanden sich mit Torhüter Syd Tremain und Außenläufer Bill Parry zwei frühere Mannschaftskameraden von Mexborough. Happs gehörte auch im August 1939 noch zum Aufgebot Denabys, mit der Einstellung des regulären Spielbetriebs nach dem Ausbruch des Zweiten Weltkriegs endete seine Fußballerlaufbahn.